# Leo Vilhar
Leo Vilhar, slovenski slikar in muzealec, * 30. oktober 1899, Veliki Otok, † 22. oktober 1971, Postojna.

## Življenjepis
Leo Vilhar je v Postojni obiskoval osnovno in meščansko šolo, ko pa je dopolnil 18 let je bil poslan na soško fronto, kjer se je kot italijanski državljan boril na italijanski strani. Po vojni se je prostovoljno javil v enote generala Maistra in bil poslan na severno mejo. Kasneje se je vrnil domov, kjer je prevzel domače posestvo. Zaradi njegovega narodnozavestnega dela se je moral leta 1923 preseliti v Jugoslavijo. Dve leti je preživel v Ljubljani, Višnji Gori in Laškem, nato pa je odšel v tujino. V tem času se je čedalje bolj posvečal slikarstvu. Leta 1925 se je odselil v Italijo, kjer je ostal do leta 1932. Tam se je v Milanu vpisal v zasebno slikarsko akademijo in študiral slikarstvo pri profesorju Rossiju. Leta 1927 je imel v italiji svojo prvo samostojno slikarsko razstavo.
Leta 1932 se je preselil v Švico, nato pa se je še istega leta peselil v Francijo. V Parizu je ostal tri leta, nato pa je odšel v Maroko in kasneje v Alžirijo. V Severni Afriki je ostal kar 12 let. Tam se je posvetil slikanju krajin, tihožitij in portretov. Francoski kritiki so ga ocenjevali pozitivno, po izbruhu druge svetovne vojne pa ga je vichyska vlada zaradi njegovega političnega delovanja zaprla v taborišče Mecheria.
Po vojni se je Leo Vilhar leta 1947 vrnil v Slovenijo in se ponovno naselil v Postojni. Tam se je zavzemal za kulturni razvoj mesta in bil eden od ustanoviteljev Notranjskega muzeja, katerega ravnatelj je bil od njegove ustanovitve do svoje upokojitve leta 1964. Že leta 1948 je postal kot prvi Primorec eden od članov Društva muzealcev Slovenije. Po letu 1947 je tudi v Sloveniji organiziral kar 40 samostojnih slikarskih razstav, kar dokazuje, da tudi kasneje ni prenehal s slikanjem, čeprav ni bil tako cenjen kot v tujini.